# Гордана Карович
Гордана Карович (на сръбски: Гордана Каровић) е сръбски археолог и уредник в Музея на науката и технологиите в Белград. Нейните интереси са специализирани в историята на корабоплаването по реките около река Дунав в Сърбия, подводната археология и подводното културно наследство, както и историческите кораби.

## Биография
Гордана Карович е родена на 31 август 1960 г. в Белград, Социалистическа република Сърбия, СФРЮ. Учи в основно училище „Братя Барух“ в Белград, а после в 14–та Белградска гимназия, където завършва средното си образование. През учебната 1980/1981 г. записва висше в катедрата по археология на Философския факултет към Белградския университет.